# وريد وداجي باطن
وريد وداجي باطن أو وريد ودجاني غائر (بالإنجليزية: Internal jugular vein)‏ هو الوريد الوداجي المقترن الذي يجمع وينقل الدم إلى الدماغ والأجزاء السطحية من الوجه والرقبة. يعدّ الوريد الرئيس للرأس والعنق، يبدأ على قاعدة الجمجمة كاستمرار للجيب السيني، في غمد السباتي مع الشريان السباتي المشترك والعصب المبهم ويتحد مع الوريد تحت الترقوي عند جذر العنق ليشكل الأوردة الغفل.\

## معرض صور

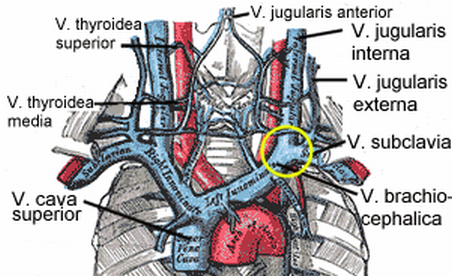
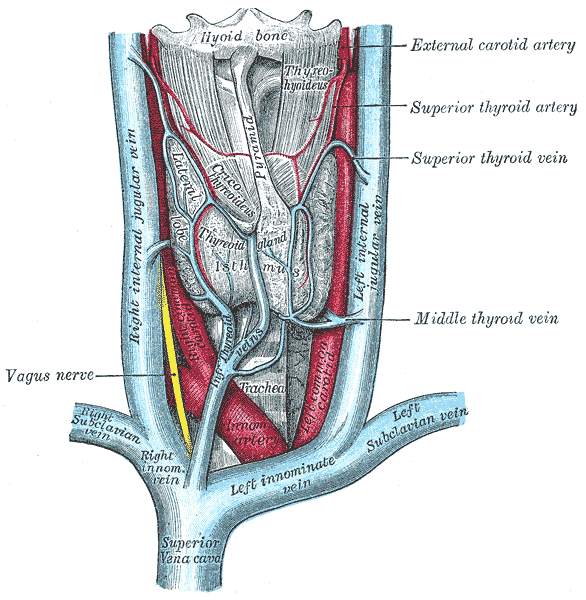
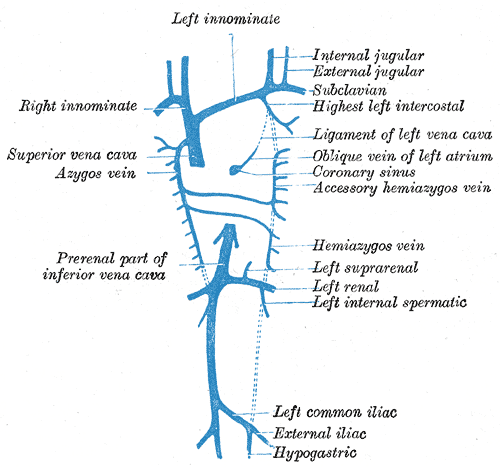

## وصلات خارجية
- القاموس الطبي المتوفر
- موقع كينهاب